# Angolo di parallelismo

Angolo di parallelismo nel modello del semipiano. Qui la normale è verticale. Le rette e sono asintoticamente parallele: convergono entrambe al punto all'infinito 1.

In geometria iperbolica, l'angolo di parallelismo è una quantità dipendente da una retta {\displaystyle R} e un punto {\displaystyle y} disgiunto da {\displaystyle R}. Indica il minimo angolo che una retta parallela a {\displaystyle R} e passante per {\displaystyle y} forma con la normale a {\displaystyle R} passante per {\displaystyle y}.
A differenza di quanto accade nella geometria euclidea, l'angolo di parallelismo non è retto, bensì acuto.

## Definizione
Sia {\displaystyle R} una retta nel piano iperbolico e {\displaystyle y} un punto esterno ad essa. Sia {\displaystyle N} la retta perpendicolare a {\displaystyle R} passante per {\displaystyle y}. Sia {\displaystyle Q} una retta passante per {\displaystyle y} e asintoticamente parallela a {\displaystyle R}. L'angolo acuto formato dalle rette {\displaystyle Q} e {\displaystyle N} è l'angolo di parallelismo di {\displaystyle R} e {\displaystyle y}.

## Proprietà

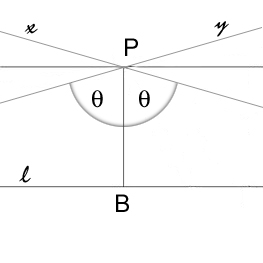
Tutte le rette comprese fra le e qui disegnate sono parallele alla retta.

### Rette parallele
L'angolo di parallelismo può essere definito in modo analogo anche in geometria euclidea: in questa geometria, risulta sempre essere un angolo retto ed è quindi meno interessante. In geometria iperbolica, l'angolo {\displaystyle \theta } è invece un angolo acuto, che può variare nell'intervallo aperto {\displaystyle (0,\pi /2)}.
Nella geometria iperbolica, le rette parallele a {\displaystyle R} passanti per {\displaystyle y} sono infinite. Queste sono esattamente le rette che formano con la normale {\displaystyle N} un angolo acuto maggiore o uguale a {\displaystyle \theta }. Le due rette con angolo di parallelismo {\displaystyle \theta } sono asintoticamente parallele a {\displaystyle R}. Tutte le rette con angolo maggiore di {\displaystyle \theta } sono ultraparallele con {\displaystyle R}.

### Dipendenza dalla distanza
L'angolo di parallelismo {\displaystyle \theta } in realtà dipende soltanto dalla distanza {\displaystyle d} fra il punto {\displaystyle y} e la retta {\displaystyle R}. Si tratta quindi di una funzione {\displaystyle \theta (d)} definita per ogni valore non negativo di {\displaystyle d}. Si tratta di una funzione decrescente. La relazione fra {\displaystyle \theta } e {\displaystyle d} può essere espressa concretamente con una delle formule seguenti, tutte equivalenti:
- {\displaystyle \tan {\frac {\theta }{2}}=e^{-d},}
- {\displaystyle \sin \theta ={\frac {1}{\cosh d}},}
- {\displaystyle \tan \theta ={\frac {1}{\sinh d}},}
- {\displaystyle \cos \theta =\tanh d.}

### Limiti
Quando la distanza {\displaystyle d} tende a zero, l'angolo di parallelismo {\displaystyle \theta } tende all'angolo retto {\displaystyle \pi /2}. Questo fatto è in accordo con il principio seguente: la geometria iperbolica, letta localmente e vista con una lente di ingrandimento, assomiglia alla geometria euclidea (si tratta di un principio generale della geometria riemanniana, valido ad esempio anche nella geometria sferica).
Nelle formule precedenti si è supposto lo spazio iperbolico avente curvatura negativa -1. In uno spazio iperbolico con curvatura negativa arbitraria {\displaystyle k<0}, le due quantità sono in relazione secondo la formula seguente:
{\displaystyle \tan {\frac {\theta }{2}}=e^{-{\frac {d}{k}}},}